# Gasthof Zum Palmbaum (Merseburg)

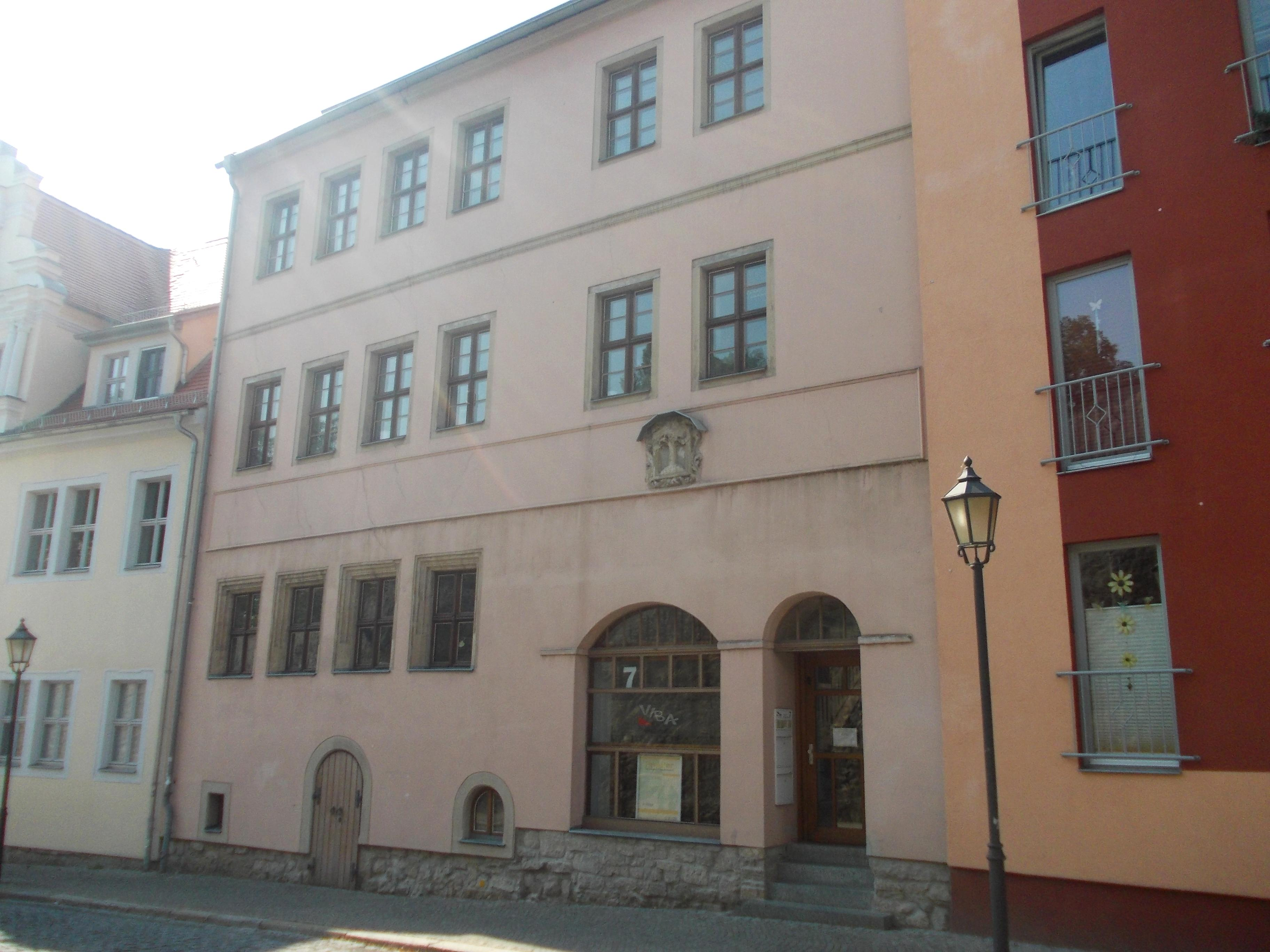
Gasthof Zum Palmbaum, 2015

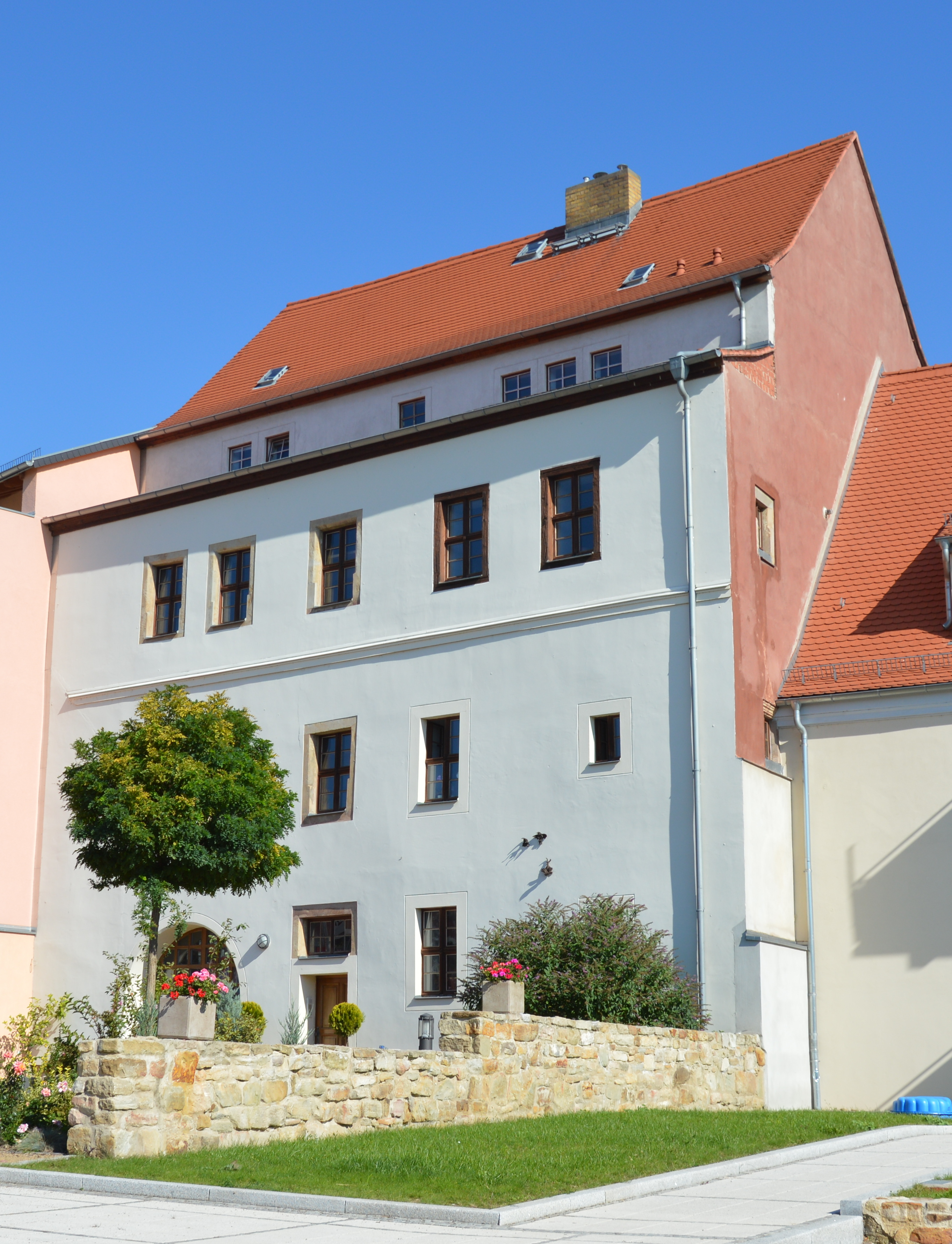
Rückseite 2017

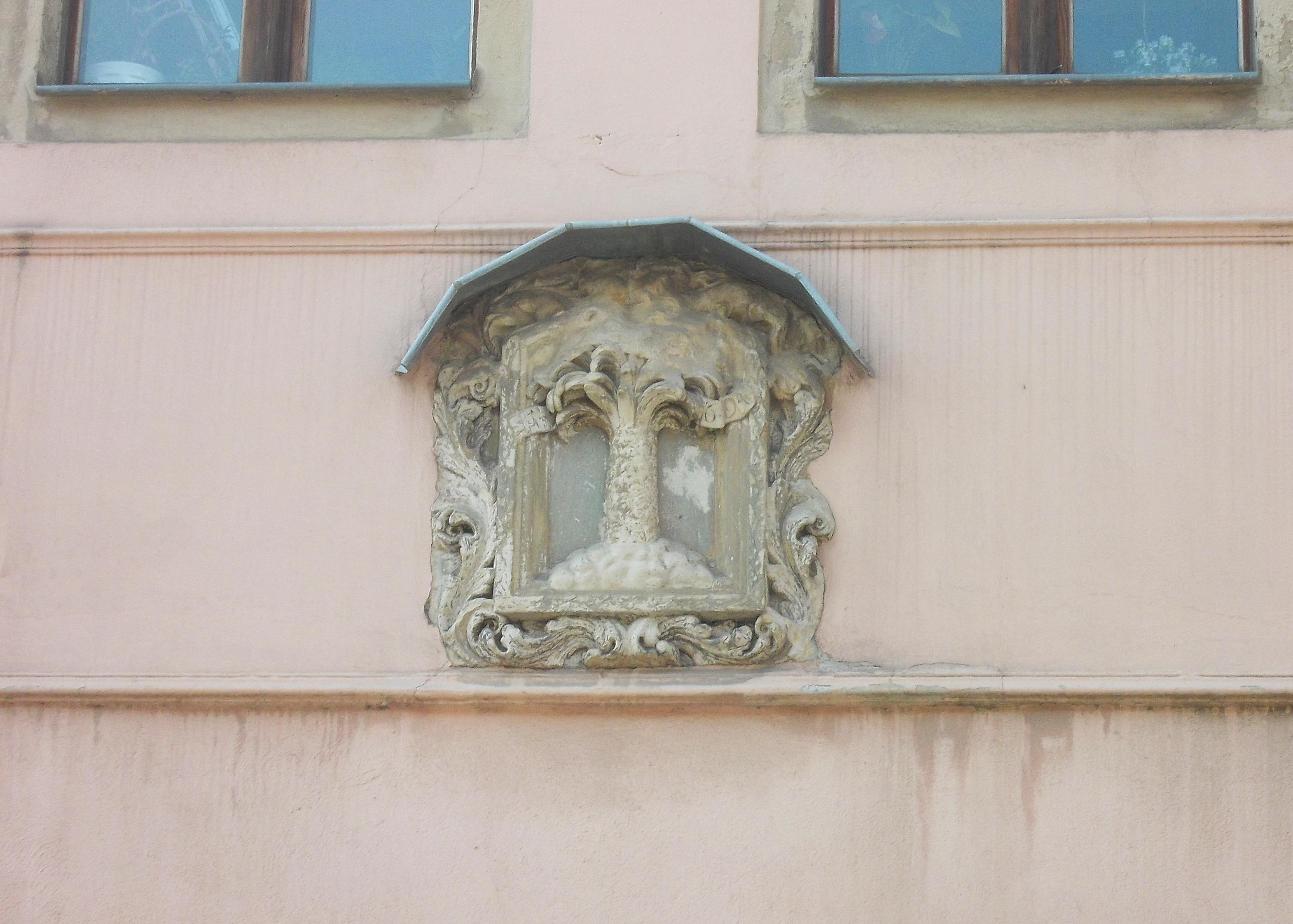
Hauszeichen

Der Gasthof Zum Palmbaum ist ein denkmalgeschütztes Gebäude in der Stadt Merseburg in Sachsen-Anhalt.

## Lage
Das Gebäude liegt im Merseburger Stadtzentrum auf der Südseite der Oberen Burgstraße an der Adresse Obere Burgstraße 7.

## Architektur und Geschichte
Der heute dreigeschossige Gasthof Zum Palmbaum ging möglicherweise aus einem wichtigen mittelalterlichen Hof hervor. Im Jahr 1691 erfolgte eine umfassende Erneuerung des Hofs und Aufstockung des Wohnhauses, wobei ältere Bausubstanz einbezogen wurde. Zugleich wurde der Gasthof Zum Palmbaum erstmals urkundlich erwähnt. Es finden sich auf die Renaissance zurückgehende Gebäudeteile, so die Gewände einiger Fenster und Türen und eine Säule als erhaltener Rest einer alten Durchfahrt. Darüber hinaus sind auch Elemente des Barock erhalten, wie Fenster- und Türengewände und der Dachstuhl. Oberhalb des Eingangs befindet sich ein Hauszeichen mit der Jahreszahl 1694. Bedeckt ist das Gebäude mit einem Mansarddach.
Hofseitig verfügte das Anwesen über einen kleinen Gebäudeflügel aus dem 18. Jahrhundert mit zugesetzter Galerie (Stand 2000).
Im örtlichen Denkmalverzeichnis ist der Gasthof unter der Erfassungsnummer 094 20271 als Baudenkmal verzeichnet.